# 南湾山系
南湾山系（なんわんさんけい）は、原田豊吉によって、富士火山帯以南の日本列島の山系につけられた名称の転訛である。この区分はそののち大きく改変され、こんにちでは歴史的意義を有するのみとされる。

## 概要
1888年（明治21年）、原田は、日本列島を2つの山脈が集まったものとして、その中部を横断する富士火山帯以北の「日本北湾」あるいは「樺太山系」に対して、以北を「日本南湾」あるいは「支那山系」と命名した。「南湾山系」は、「日本南湾」あるいは「支那山系」の転訛である。
原田によれば、日本南湾は内外2帯の並行構造がいちじるしく、その境界は天竜川支流の藤沢川、北入川、青木川、豊川、櫛田川、紀ノ川および吉野川を経て松山、大分および八代に至る線である。東シナ海・日本海側の内帯は地塊性で、その大部分は火成岩から成り、多数の火山がある。これの属するものは筑紫山地、中国山地、飛騨山脈などである。太平洋側の外帯は複雑な褶曲山地で、主として水成岩から成り、近代火山を欠き、これに属するものは九州山地、四国山地、紀伊山地、赤石山脈などである。
九州山地は南延して、屋久島、奄美大島、沖縄本島および八重山諸島の外帯列島と、薩南火山列島の内側列島となる。台湾では外帯式の台湾山地と内帯式の大屯火山および澎湖諸島とに分かれる。この山系は内外両帯ともに東行するほど北方に方向を変えかつ高度を増し、東端は北折し、北湾山系の南端の関東山地と「八」の字を作り、その間に富士火山帯が噴出する。